# Wardges Ulubabjan
Wardges Aschoti Ulubabjan (armenisch Վարդգես Աշոտի Ուլուբաբյան; * 8. November 1968 in Stepanakert) ist ein armenischer Politiker und Parlamentsabgeordneter der Republik Arzach.

## Leben
1980 beendete Ulubabjan die Mittelschule N 8. Danach arbeitete er zwei Jahre in einem Kondensatorenwerk. Von 1982 bis 1984 diente er in der Sowjetarmee und bis 1986 studierte er am Institut für Aufbau in der Stadt Pensa in Russland. Im Jahre 1986 setzte er sein Studium am Institut für Kultur in Pensa fort und 1988 absolvierte er die Fakultät für Theaterregie. Nachdem er 1988 nach Stepanakert zurückgekehrt war, arbeitete er als Regieassistent beim Rundfunk- und Fernsehkomitee der Autonomen Oblast Bergkarabach.
Ulubabjan nahm an den Befreiungskämpfen Arzachs aktiv teil. Fortan diente er in der politischen Abteilung der Verteidigungsarmee NKR als Stabsoffizier. Er nahm an den Gründungsarbeiten des Fernsehprogramms Gojamart teil. Von 1995 bis 1998 war er Regisseur im staatlichen Rundfunk- und Fernsehkomitee. Ab 1988 arbeitete er zuerst als TV-Operator in der Verwaltung des armenischen Verteidigungsministeriums für Information und Propaganda und dann als TV-Regisseur in der Abteilung der Verteidigungsarmee NKR für Information und Propaganda. Im Jahre 2003 wurde er entlassen und ging in Rente. Von 2001 bis 2007 absolvierte er ein Fernstudium im Fach Journalismus an der Staatlichen Universität von Sankt Petersburg. Von 2007 bis 2008 arbeitete er für das öffentliche Fernsehen in Bergkarabach. Im Jahre 2008 wurde zum Leiter des Amtes für Archivwesen ernannt.
Wardges Ulubabjan ist verheiratet und hat drei Kinder.

## Politik
Bei den Wahlen zur fünften Nationalversammlung am 23. Mai 2010 wurde er nach Verhältniswahl durch die Parteiliste „Freie Heimat“ als Abgeordneter gewählt und ist dort ein Mitglied des ständigen Ausschusses für Kultur, Wissenschaft und Bildung für die Jugend sowie Sport.

## Auszeichnungen
Wardges Ulubabjan wurde mit dem Orden „Kampfkreuz“ des 2. Grades und mit der Medaille „Mütterliche Dankbarkeit den Tapferen Söhnen Arzachs“ ausgezeichnet.